# Acutotyphlops infralabialis
Acutotyphlops infralabialis là một loài rắn trong họ Typhlopidae. Loài này được Waite mô tả khoa học đầu tiên năm 1918.